# Famenne Ardenne Classic 2017
La Famenne Ardenne Classic 2017, prima edizione della corsa, valevole come evento dell'UCI Europe Tour 2017 categoria 1.1, si svolse l'11 ottobre 2017 su un percorso di 195,5 km, con partenza ed arrivo a Marche-en-Famenne, in Belgio. La vittoria fu appannaggio dell'olandese Moreno Hofland, che completò il percorso in 4h 51' 15" alla media di 40,17 km/h, precedendo i belgi Emiel Vermeulen e Maxime Vantomme.
Furono 73 i ciclisti, dei 120 alla partenza, che portarono a termine la competizione.

## Squadre partecipanti
| N.    | Cod. | Squadra                      |
| ----- | ---- | ---------------------------- |
| 1-8   | LTS  | Lotto-Soudal                 |
| 9-16  | WGG  | Wanty-Groupe Gobert          |
| 17-24 | SVB  | Sport Vlaanderen-Baloise     |
| 25-32 | VWC  | Vérandas Willems-Crelan      |
| 33-40 | WVA  | WB Veranclassic Aqua Protect |
| 41-48 | RNL  | Roompot-Nederlandse Loterij  |
| 49-56 | AAS  | AGO-Aqua Service             |
| 57-64 | CIB  | Cibel-Cebon                  |
| 65-72 | PSV  | Pauwels Sauzen-Vastgoeds.    |

| N.      | Cod. | Squadra                        |
| ------- | ---- | ------------------------------ |
| 73-80   | PCW  | T.Palm-Pôle Continental Wallon |
| 81-86   | RLM  | Roubaix-Lille Métropole        |
| 89-94   | ADT  | Armée de Terre                 |
| 97-102  | TRA  | Roth-Akros                     |
| 105-112 | SEG  | SEG Racing Academy             |
| 113-120 | DCR  | Delta Cycling Rotterdam        |
| 121-128 | CCD  | Differdange-Losch              |
| 129-136 | SVL  | Sauerland NRW                  |

## Ordine d'arrivo (Top 10)
| Pos. | Corridore          | Squadra       | Tempo    |
| ---- | ------------------ | ------------- | -------- |
| 1    | Moreno Hofland     | Lotto         | 4h51'15" |
| 2    | Emiel Vermeulen    | Roubaix-Lille | s.t.     |
| 3    | Maxime Vantomme    | WB Verancl.   | s.t.     |
| 4    | Colin Stüssi       | Roth-Akros    | s.t.     |
| 5    | Jordan Levasseur   | Armée de T.   | s.t.     |
| 6    | Xandro Meurisse    | Wanty         | s.t.     |
| 7    | Marvin Tasset      | Ago-Aquas.    | s.t.     |
| 8    | Dimitri Peyskens   | WB Verancl.   | s.t.     |
| 9    | Taco van der Hoorn | Roompot       | s.t.     |
| 10   | Dries De Bondt     | Veranda's     | s.t.     |